# Magnus Samuelsson
Magnus Samuelsson (21 de dezembro de 1969, em Kisa) (Östergötland) é um antigo atleta de força profissional.

Ganhou a competição World's Strongest Man em 1998 e foi o primeiro ganhador do Strongman Super Series.

Em 2009, venceu o torneio de dança Let’s Dance 2009 com Annika Sjöö.

Participou como ator em alguns filmes -  The Last Kingdom (2015), Arne Dahl: Mörkertal (2015) e Arne Dahl: Eye in the Sky (2015)

Vive como agricultor e é casado com Kristin Samuelsson.